# Ōiso
Ōiso (大磯町?) è una cittadina giapponese della prefettura di Kanagawa.